# Cameron Carpenter
Taylor Cameron Carpenter (* 18. April 1981 in Meadville, Pennsylvania) ist ein US-amerikanischer Organist und Komponist.

## Werdegang
Taylor Cameron Carpenter wurde als ältester von zwei Söhnen der Eheleute Gregory und Lynn Carpenter in Meadville (Pennsylvania) geboren. Später verzichtete er aus Marketinggründen auf seinen ersten Vornamen Taylor und nennt sich seitdem Cameron Carpenter. Carpenter wurde zunächst zu Hause von seiner Mutter unterrichtet, bis er mit elf Jahren in die American Boychoir School in Princeton (New Jersey) eintrat. Später besuchte er die North Carolina School of the Arts in Winston-Salem. Des Weiteren studierte Carpenter an der Juilliard School in New York (master degree) bei Gerre Hancock, John Weaver und Paul Jacobs.

## Künstlerische Aktivitäten
Cameron Carpenter fasst die Orgelmusik säkular auf; so bedient er nicht nur das klassische Orgelrepertoire, sondern spielt auch Bearbeitungen von Klavier- und Orchestermusik. Er arrangierte etwa die 5. Sinfonie von Gustav Mahler für die Orgel. Seine Orgelfassungen von Chopin-Etüden stellen die Grenzen der traditionellen Spielweise in Frage. Zum Beispiel spielt er die Läufe in der „Revolutionsetüde“ (op. 10 Nr. 12) und die „Etüde auf den schwarzen Tasten“ (op. 10 Nr. 5) parallel mit Händen und Füßen. Zu Hilfe kommt ihm dabei nach eigener Aussage seine klassische Tanzausbildung.
Er wirkte kurzzeitig als artist-in-residence an der Middle Collegiate Church in New York und konzertiert regelmäßig in den großen amerikanischen und europäischen Musikzentren. Sein Album Revolutionary wurde für den Grammy 2009 nominiert.
Carpenter lebt derzeit in Berlin und musiziert regelmäßig auf der großen Schuke-Orgel in der Berliner Philharmonie. 2012 wurde er mit dem Leonard Bernstein Award ausgezeichnet, 2015 erhielt er den ECHO Klassik als Instrumentalist des Jahres. In der Spielzeit 2017/18 war er Artist in Residence beim Berliner Konzerthausorchester am Gendarmenmarkt, wo er auch mit seiner eigenen Orgel auftrat.

## International Touring Organ
Im März 2014 stellte der Künstler das speziell für ihn nach seinen Wünschen gefertigte Instrument mit fünf Manualen und Pedal bei einem Konzert im New Yorker Lincoln Center erstmals vor. In Europa wurde es erstmals im Mai 2014 im ehemaligen Stummfilmkino Delphi in Berlin präsentiert. Die „International Touring Organ“ wurde von der Firma Marshall & Ogletree gefertigt. Das Instrument wiegt rund 900 kg. Der Preis wird mit 1,4 Millionen Dollar angegeben.
Das Instrument hat 207 Register auf fünf Manualwerken und Pedal und 90 Koppeln. Eine Besonderheit ist der auf 42 Töne erweiterte Pedalumfang.
Im Jahr 2021 nahm Carpenter das Instrument vor dem Hintergrund der COVID-19-Pandemie außer Betrieb.
| I Positive C–c4        |         |
| Small Principal        | 08′     |
| Nason Flute            | 08′     |
| Fugara                 | 04′     |
| Copula                 | 04′     |
| Nasard                 | 02 ⁄3′  |
| Gemshorn               | 02′     |
| Tierce                 | 01 3⁄5′ |
| Larigot                | 01 ⁄3′  |
| Septième               | 01 ⁄7′  |
| Quint Mixture IV       | 01 ⁄3′  |
| Cymbale III            | 01⁄2′   |
| Dulzian                | 08′     |
| Cromorne               | 08′     |
| Tremolo                |         |
| Tuba (aus IV)          | 08′     |
| State Trumpet (aus II) | 08′     |

| I Accompaniment C–c4        |        |
| Foundation                  |        |
| Horn Diapason               | 08′    |
| Horn Diapason Celeste       | 08′    |
| Tibia                       | 08′    |
| Flute d’Amour               | 08′    |
| Tibia (aus V)               | 08′    |
| Marimba (p)                 |        |
|                             |        |
| Strings                     |        |
| Dulciana                    | 08′    |
| Aquarelle III               | 08′    |
| Quintana II                 | 08′    |
| Viola                       | 08′    |
| Viola Celeste II            | 08′    |
| First Dulcet Celeste V      | 08′    |
| Second Dulcet Celeste III   | 08′    |
| Orchestral Viols II (aus V) | 08′    |
| Massed Celestes XIII        | 08′+4′ |
| Massed Gambas IV            | 08′    |
| Mixture Celeste VIII        | 04′    |
| Celesta (mf)                |        |
|                             |        |
| Voxes                       |        |
| Vox Erlkönig                | 08′    |
| Vox Humanas Celeste IV      | 08′    |
| Major Vox Humana (aus V)    | 08′    |
|                             |        |
| Woodwind                    |        |
| Oboe Horn                   | 08′    |
| Clarinet                    | 08′    |
| French Horn                 | 08′    |
| French Horn Celeste         | 08′    |
| Tuba Horn                   | 08′    |
| Tremolo                     |        |
| Vibrato                     |        |
|                             |        |
| Echo                        |        |
| Woodwind                    | 08′    |
| Chimes (pp)                 |        |

| II Great C–c4             |         |
| Sub Principal             | 16′     |
| Quintadena                | 16′     |
| Diapason                  | 08′     |
| Principal                 | 08′     |
| Bourdon                   | 08′     |
| Gamba Celeste II          | 08′     |
| Fifth                     | 05 1⁄3′ |
| Octave                    | 04′     |
| Harmonic Flute            | 04′     |
| Twelfth                   | 02 ⁄3′  |
| Harmonics VIII            | 03 1⁄5′ |
| Mixture V                 | 02′     |
| Cymbale VII               | 01′     |
| Bombard                   | 16′     |
| Bombard                   | 08′     |
| Bombard                   | 08′     |
| Diapason                  | 04′     |
| English Post Horn (aus V) | 08′     |
| Tuba (aus IV)             | 08′     |
| State Trumpet             | 08′     |
| Chimes (mf)               |         |
| Tremolo                   |         |
|                           |         |
| Echo                      |         |
| Erzähler Celeste II       | 08′     |
| Horn                      | 08′     |
| Celesta (p)               |         |

| III Swell C–c4   |         |
| Bass Flute       | 16′     |
| Diapason         | 08′     |
| Bourdon          | 08′     |
| Doppel Flute     | 08′     |
| Octave           | 04′     |
| Flute            | 04′     |
| Sesquialtera II  | 02 ⁄3′  |
| Principal        | 02′     |
| Piccolo          | 02′     |
| Fife             | 01′     |
| Chorus Mixture V | 02′     |
| Contra Trumpet   | 16′     |
| Bassoon          | 16′     |
| French Trumpet   | 08′     |
| Cornopean        | 08′     |
| Quint Trumpet    | 05 1⁄3′ |
| Oboe             | 08′     |
| Field Trumpet    | 04′     |

| III Swell Exotica C–c4    |     |
| Jazz Flute Celeste II     | 08′ |
| Night flute (ppp)         | 08′ |
| Gamba                     | 08′ |
| Gamba Celeste             | 08′ |
| Salicional                | 08′ |
| Voix Celeste II           | 08′ |
| Muted Violes Celeste II   | 08′ |
| Muted Violes Celeste II   | 04′ |
| Silverette II             | 04′ |
| Musettophone              | 16′ |
| Vox Mystica               | 08′ |
| Tibia (aus V)             | 08′ |
| English Post Horn (aus V) | 08′ |
| Tuba (aus IV)             | 08′ |
| State Trumpet (aus II)    | 08′ |
| Chrysoglott               |     |
| Chimes (aus IV)           |     |
| Tremolo                   |     |
| Vibrato                   |     |
|                           |     |
| Echo                      |     |
| Harmonic Trumpet          | 08′ |

| IV Solo C–c4             |     |
| Clarinet (f)             | 08′ |
| Gamba                    | 08′ |
| Gamba Celeste            | 08′ |
| English Horn (f)         | 08′ |
| Orchestral Horn Nr. 1    | 08′ |
| Orchestral Horn Nr. 2    | 08′ |
| Lyric Flute              | 08′ |
| Tuba                     | 08′ |
| State Trumpet (aus II)   | 08′ |
| Harp                     |     |
| Chimes (f)               |     |
| Chimes (fff) (aus V)     |     |
| Tremolo                  |     |
|                          |     |
| Solo                     |     |
| Physharmonica            | 08′ |
| Physharmonica Celeste    | 08′ |
| Physharmonica            | 08′ |
| Orchestral Muted Trumpet | 08′ |
| Cymbelstern              |     |

| V Bombarde C–c4              |         |
| English Post Horn            | 16′     |
| Tuba Horn                    | 16′     |
| Tibia (f)                    | 16′     |
| Orch. Muted Trumpet (aus IV) | 16′     |
| Orchestral Viols II          | 16′     |
| Major Vox Humana             | 16′     |
| English Post Horn            | 08′     |
| Euphonium                    | 08′     |
| Tuba Horn                    | 08′     |
| Diapasons II                 | 08′     |
| Tibia (f)                    | 08′     |
| Tibia (p)                    | 08′     |
| Lyric Clarinet II            | 08′     |
| Clarinet                     | 08′     |
| Orchestral Horn Nr. 1        | 08′     |
| Saxophone                    | 08′     |
| Massed Celestes XXVI         | 08′+4′  |
| Orchestral Viols II          | 08′     |
| Massed Celestes XIII         | 08′+4′  |
| Major Vox Humana             | 08′     |
| Tibia Harmonics              | 04′     |
| Tibia Harmonics              | 02 ⁄3′  |
| Tibia Harmonics              | 02′     |
| Tibia Harmonics              | 01 3⁄5′ |
| Tibia Harmonics              | 01′     |
| State Trumpet (aus II)       | 08′     |
| Master Celesta (f)           |         |
| Master Marimba (f)           |         |
| Xylophone                    |         |
| Chimes (fff)                 |         |
| Tremolo                      |         |
|                              |         |
| Echo                         |         |
| Nightwatch II                | 08′     |
| Gouache II                   | 08′     |
| Flugelhorn                   | 08′     |
| Glockenspiel                 |         |

| Pedal GG–c2            |         |
| Diapason               | 32′     |
| Violone                | 32′     |
| Sub Bass               | 32′     |
| Diapason               | 16′     |
| Principal              | 16′     |
| Violone                | 16′     |
| Bourdon                | 16′     |
| Octave                 | 08′     |
| Flute                  | 08′     |
| Principal              | 04′     |
| Flute                  | 04′     |
| Aliquot V              | 06 2⁄5′ |
| Mixture V              | 02 ⁄3′  |
| Mixture III            | 01′     |
| Contra Trombone        | 32′     |
| Trombone               | 16′     |
| Trumpet                | 08′     |
| Clarion                | 04′     |
| Super Clarion          | 02′     |
| Bombard                | 16′     |
| Bombard                | 08′     |
| Tuba (aus IV)          | 08′     |
| State Trumpet (aus II) | 08′     |

| Orchestral Pedal GG–c2 |     |
| Diaphone               | 32′ |
| Dolce (pp)             | 32′ |
| Muted Cellos Celeste   | 32′ |
| Diaphone               | 16′ |
| Tibia (f)              | 16′ |
| Tibia (p)              | 16′ |
| Quintadena             | 16′ |
| Bass Flute             | 16′ |
| Orchestral Viols       | 16′ |
| Masse Duldest VIII     | 16′ |
| Violas Celeste III     | 16′ |
| Muted Cellos Celeste   | 16′ |
| Duciana                | 16′ |
| Tibia Bass             | 08′ |
| English Post Horn      | 32′ |
| Waldhorn               | 32′ |
| Bassoon                | 32′ |
| English Post Horn      | 16′ |
| Tuba Horn              | 16′ |
| Tuba Celeste           | 16′ |
| Contra Trumpet         | 16′ |
| Diaphonic Horn         | 16′ |
| Clarinet               | 16′ |
| Bassoon                | 16′ |
| Musettophone           | 16′ |
| Vox Erlkönig           | 16′ |
|                        |     |
| Echo                   |     |
| Fagotto                | 32′ |
| Orch. Muted Trumpet    | 16′ |

## Ton- und Videodokumente
- 2006: Pictures of an Exhibition – CD/DVD[10]
- 2008: Cameron Carpenter: Revolutionary – CD/DVD, Telarc[11]
- 2010: Cameron Live! – CD/DVD, Telarc[12]
- 2014: If You Could Read My Mind – CD/DVD, Sony Classical[13]
- 2016: All You Need Is Bach – CD, Sony Classical[14]

## Film
- Cameron Carpenter und die Wiedergeburt der „Königin der Instrumente“. (Alternativtitel: Cameron Carpenter: The Sound of my Life.) Dokumentarfilm, OmU, Deutschland, USA, 2014, 54 Min., Buch und Regie: Thomas Grube, Produktion: Boomtown Media, Wowow, ZDF, arte, Reihe: arte in concert, Erstsendung: 21. Juli 2014 bei arte, Inhaltsangabe von ARD.

## Trivia

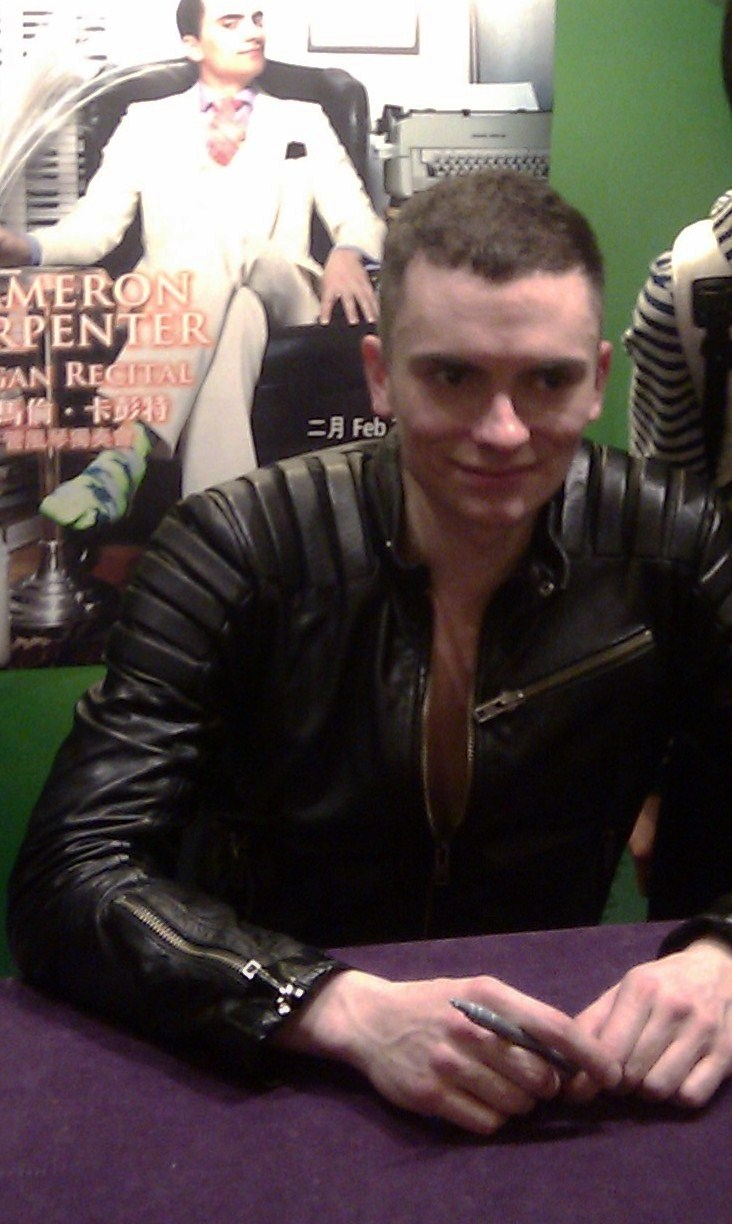
Cameron Carpenter (2011)

### Imagebildung
Carpenter beschäftigt Medien- und PR-Agenturen in den USA sowie in Europa, die das Image eines bereits in frühen Jahren exzentrischen und genialischen Künstlers kultivieren.

### Trennung vom Impresario
Für Aufsehen sorgte Carpenter, als er sich im Sommer 2010 von seinem langjährigen Agenten und Impresario Richard Torrence trennte. Torrence beschuldigte ihn daraufhin in einem offenen Brief an Journalisten, ihn um 53.000 US-Dollar betrogen zu haben. Zu einer gerichtlichen Klärung der Vorwürfe kam es nicht, da Torrence Anfang Februar 2011 unerwartet verstarb.

### Kontroverse
Der Organist und Hochschullehrer Torsten Laux schrieb 2012 in einer CD-Rezension für das Fachblatt organ von „sinnfreier Effekthascherei“ und hörte in Carpenters Spiel von 2008 eine „penetrante Nervosität“. Zugleich müsse man „anerkennen“: „Hier setzt ein auf seine Art kompromissloser Musiker einen (mit gesampelten Orgelklängen gefütterten) Synthesizer mit unkonventionell-erfrischender Vitalität in Szene […]. Doch lassen sich die unnatürlichen Klänge und die selbstverliebte Attitüde des Spielers in ihrer unveränderlich-monotonen Aufdringlichkeit kaum auf die gesamte Strecke von 64 1/2 Minuten Spieldauer aushalten.“

### Persönliches
Carpenter bezeichnet sich selbst als queer oder als bisexuell.